# 沙泰尔东
沙泰尔东（法語：Châteldon，法語發音：[ʃatɛldɔ̃]），又称沙泰勒东，是法国多姆山省的一个市镇，属于蒂耶尔区。

## 地理
沙泰尔东（45°58'36"N, 3°31'13"E）面积28.43 平方千米，位于法国奥弗涅-罗讷-阿尔卑斯大区多姆山省，该省份为法国中南部省份，北起阿列省接壤，东临卢瓦尔省，南至上盧瓦爾省和康塔爾省，西接科雷兹省和克勒兹省。
与沙泰尔东接壤的市镇（或旧市镇、城区）包括：拉绍、皮纪尧姆、里镇、圣维克托蒙维亚内。

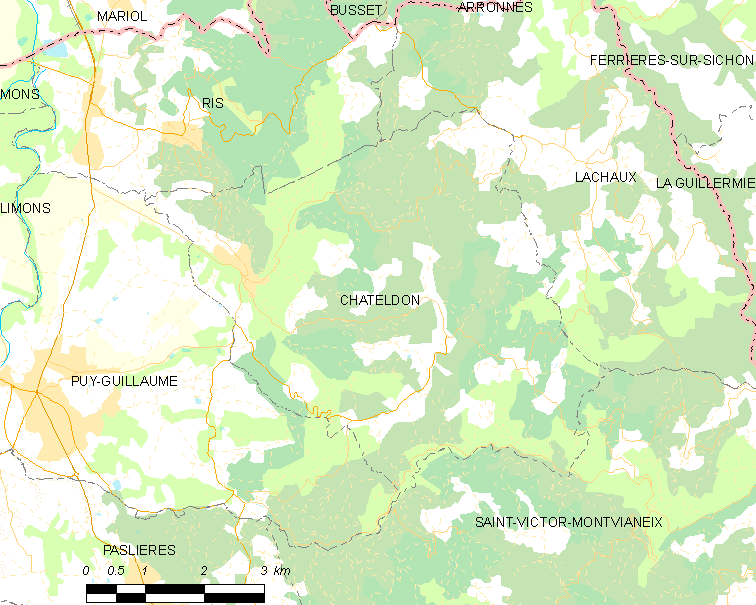
沙泰尔东的OSM定位图

沙泰尔东的时区为UTC+01:00、UTC+02:00（夏令时）。

## 行政
沙泰尔东的邮政编码为63290，INSEE市镇编码为63102。

## 政治
沙泰尔东所属的省级选区为马兰格县。

## 人口

1962-2008年间沙泰尔东人口变化图示

沙泰尔东于2022年1月1日时的人口数量为752人。